# Universal Studios Lot

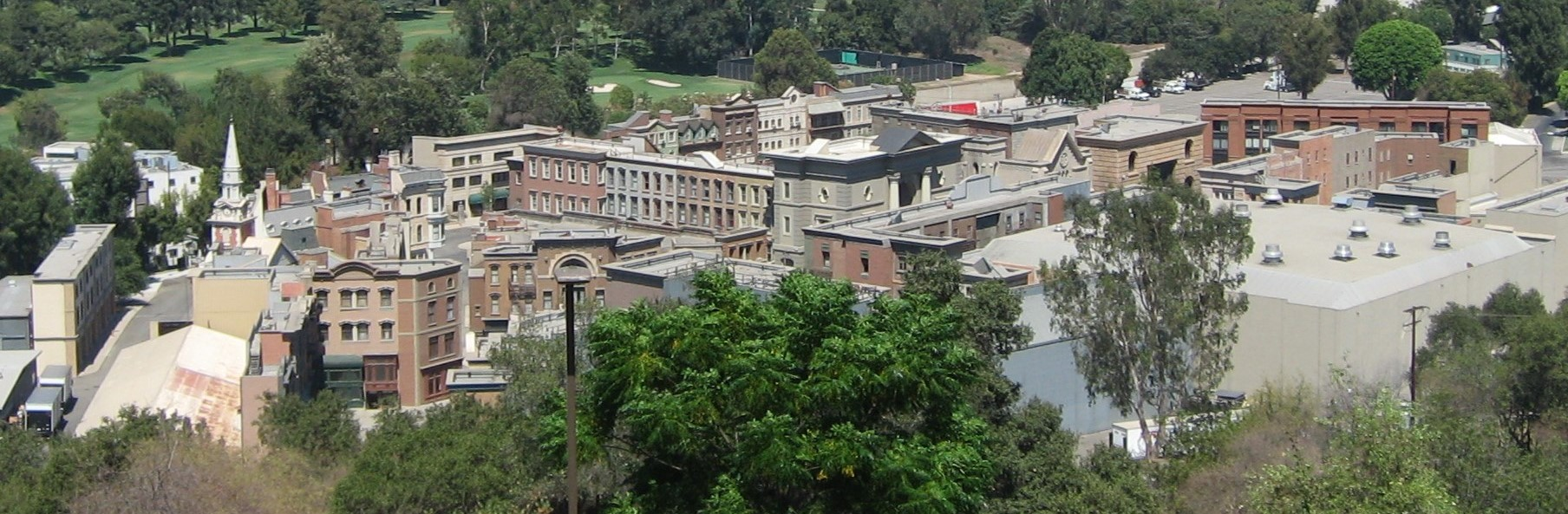
Een deel van de backlot van Universal Studios Hollywood

De Universal Studios Lot is een televisie- en filmstudiocomplex van Universal Studios in Universal City, Californië. Het complex ligt naast het themapark Universal Studios Hollywood. De backlot is te bezoeken met de attractie Studio Tour, waarbij bezoekers een kijkje achter de schermen krijgen van het historische studioterrein.

## Sets
De backlot heeft permanente sets, die in veel films en televisieseries worden gebruikt. Talloze televisieshows en films zijn opgenomen op de Universal Studios Lot, met name op Courthouse Square en Colonial Street. Hiertoe behoren Psycho, Back to the Future, The Perfect Storm, War of the Worlds, Desperate Housewives en The Good Place. Hieronder volgt een lijst van de huidige sets en hun grootte in oppervlakte.
- Set 1 (854 m²)
- Set 3 (1237 m²)
- Set 4 (987 m²)
- Set 5 (826 m²)
- Set 12 (2700 m²)
- Set 16 (1070 m²)
- Set 17 (936 m²)
- Set 18 (990 m²)
- Set 19 (990 m²)
- Set 20 (990 m²)
- Set 21 (1830 m²)
- Set 22 (1672 m²)
- Set 23 (1672 m²)
- Set 24 (1677 m²)
- Set 25 (1677 m²)
- Set 26 (1677 m²)
- Set 27 (1677 m²)
- Set 33 (634 m²)
- Set 34 (634 m²)
- Set 35 (634 m²)
- Set 36 (634 m²)
- Set 37 (1300 m²)
- Set 41 (1326 m²)
- Set 42 (1326 m²)
- Set 43 (1326 m²)
- Set 44 (1326 m²)
- Set 747 (761 m²)
- 1220 Studio (539 m²)
- Studio K Digital Studio (93 m²)

## Galerij

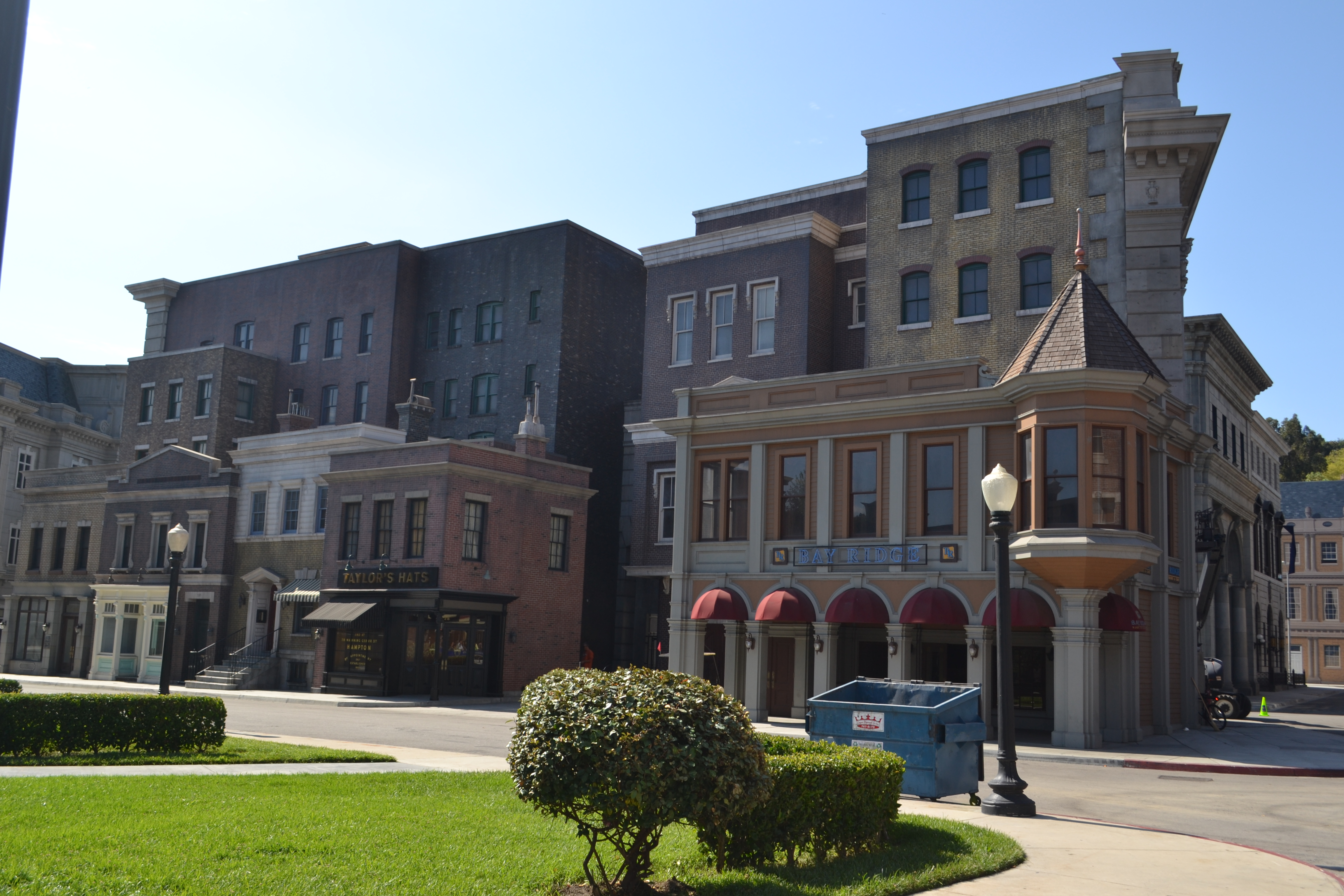
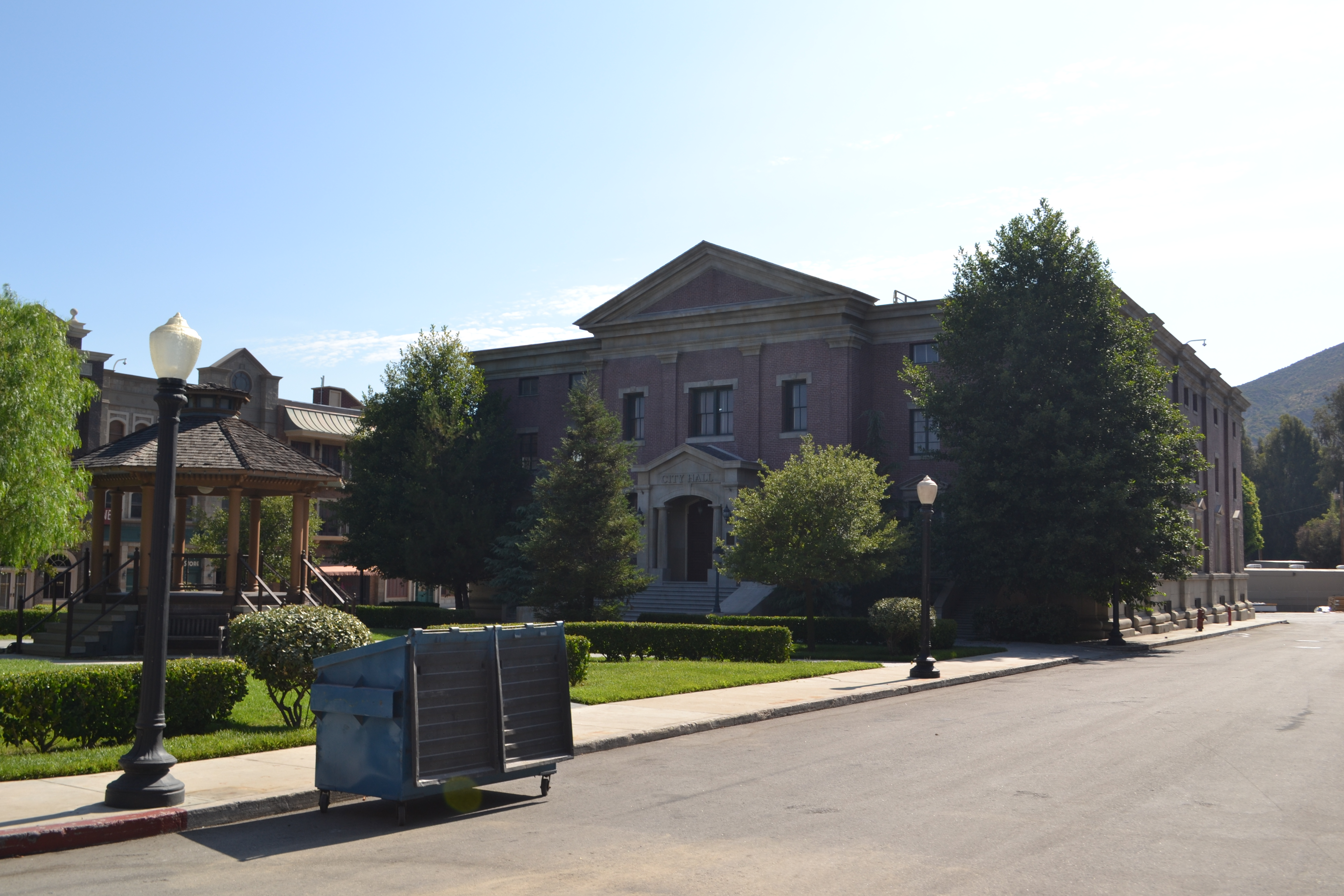
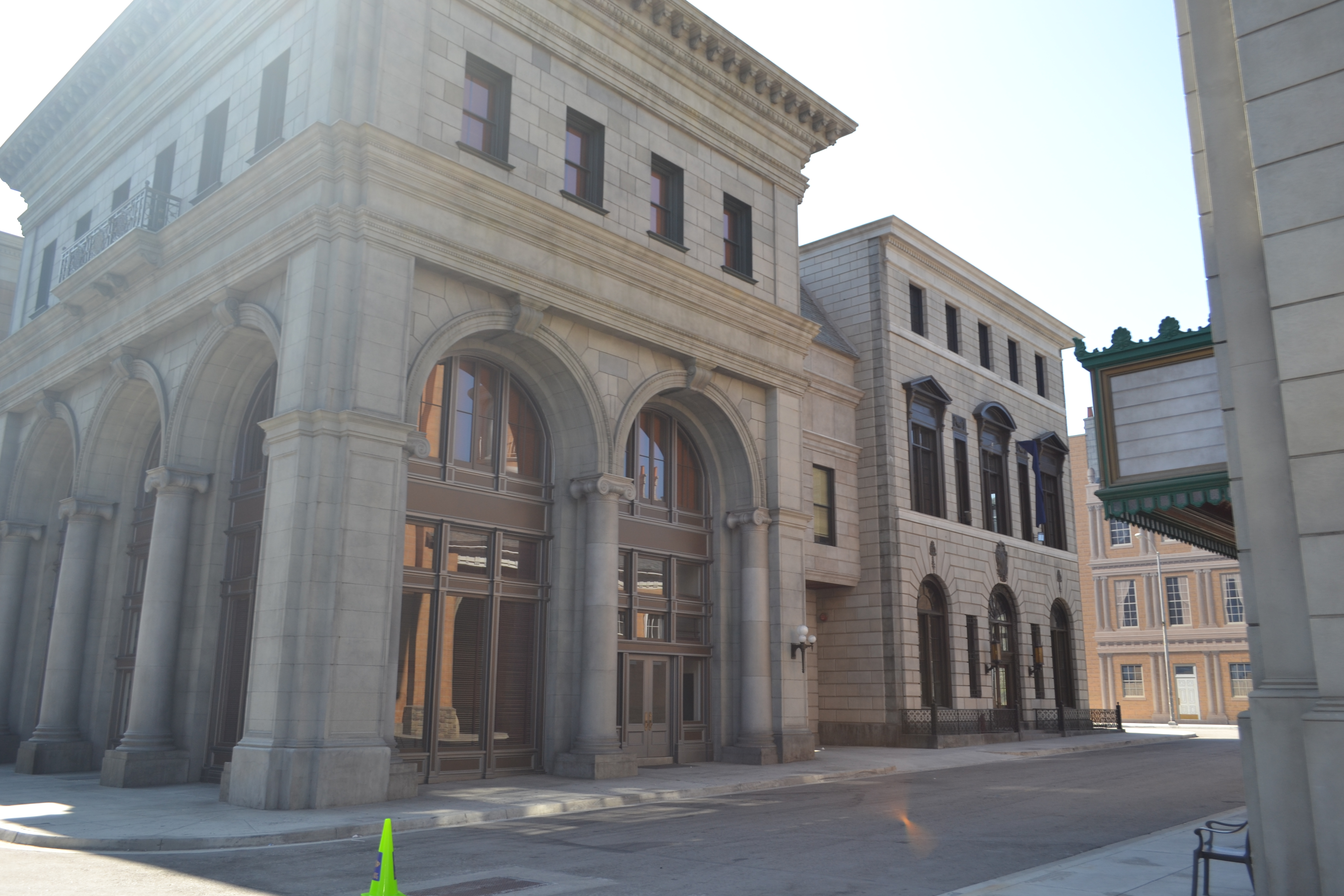
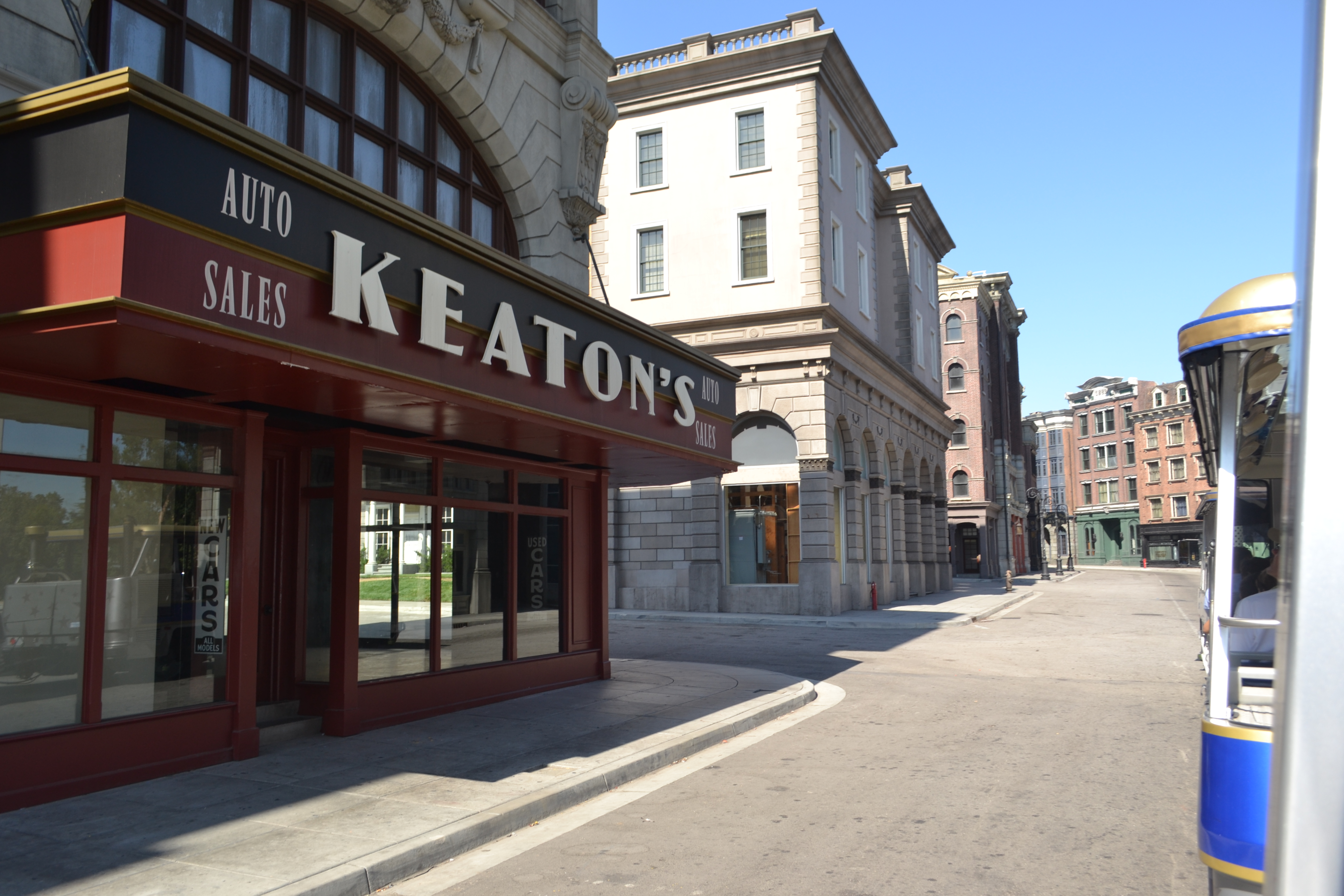
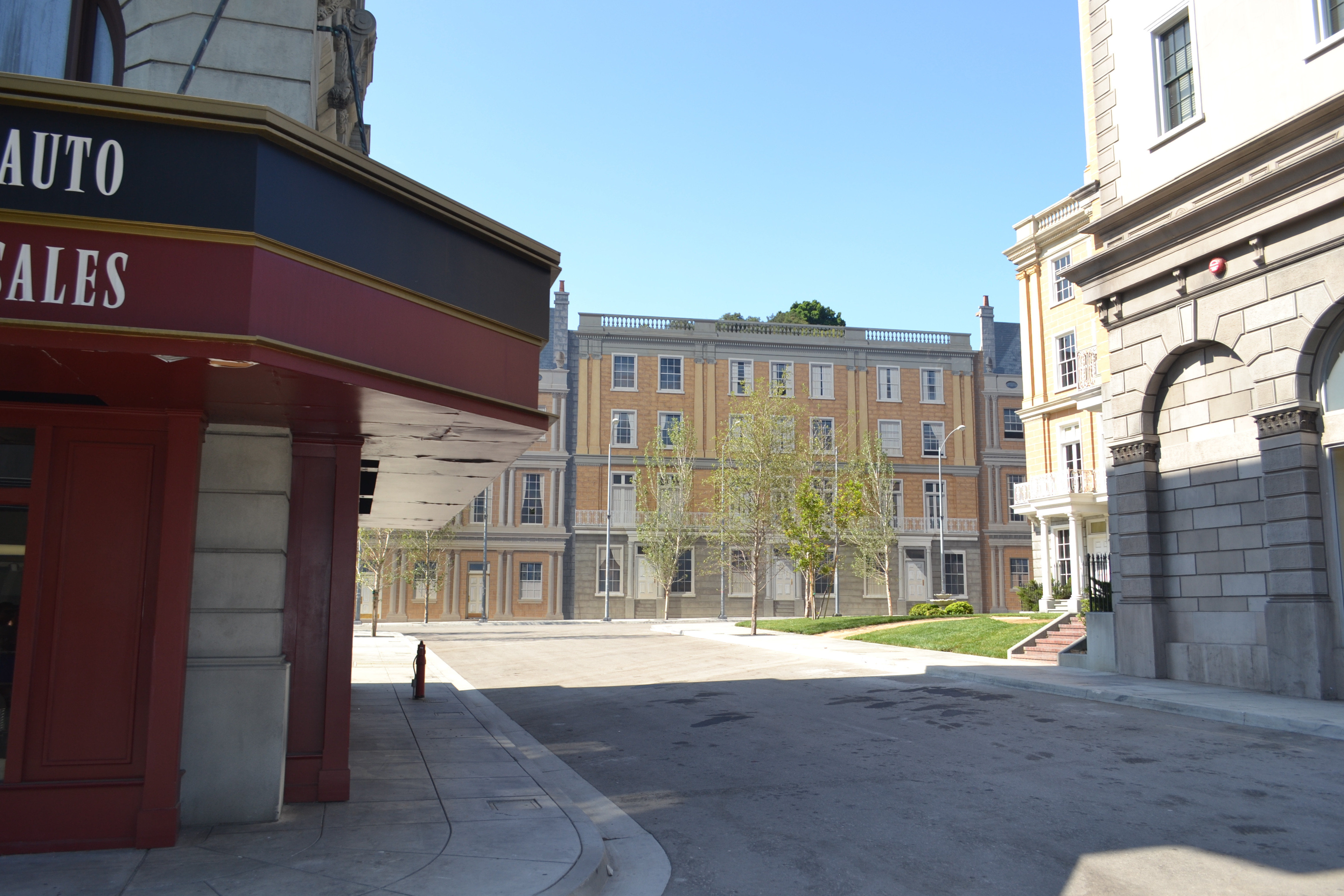
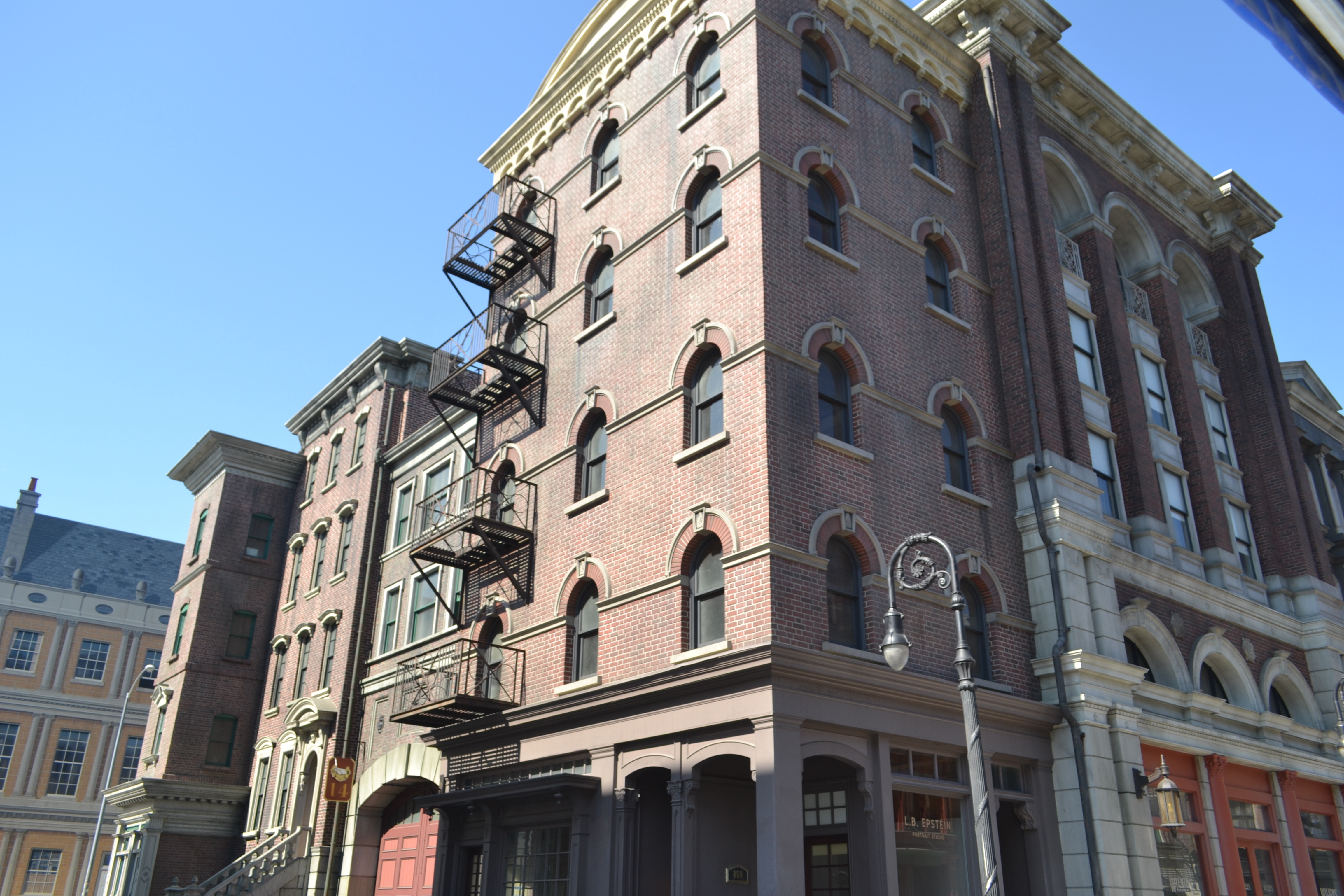
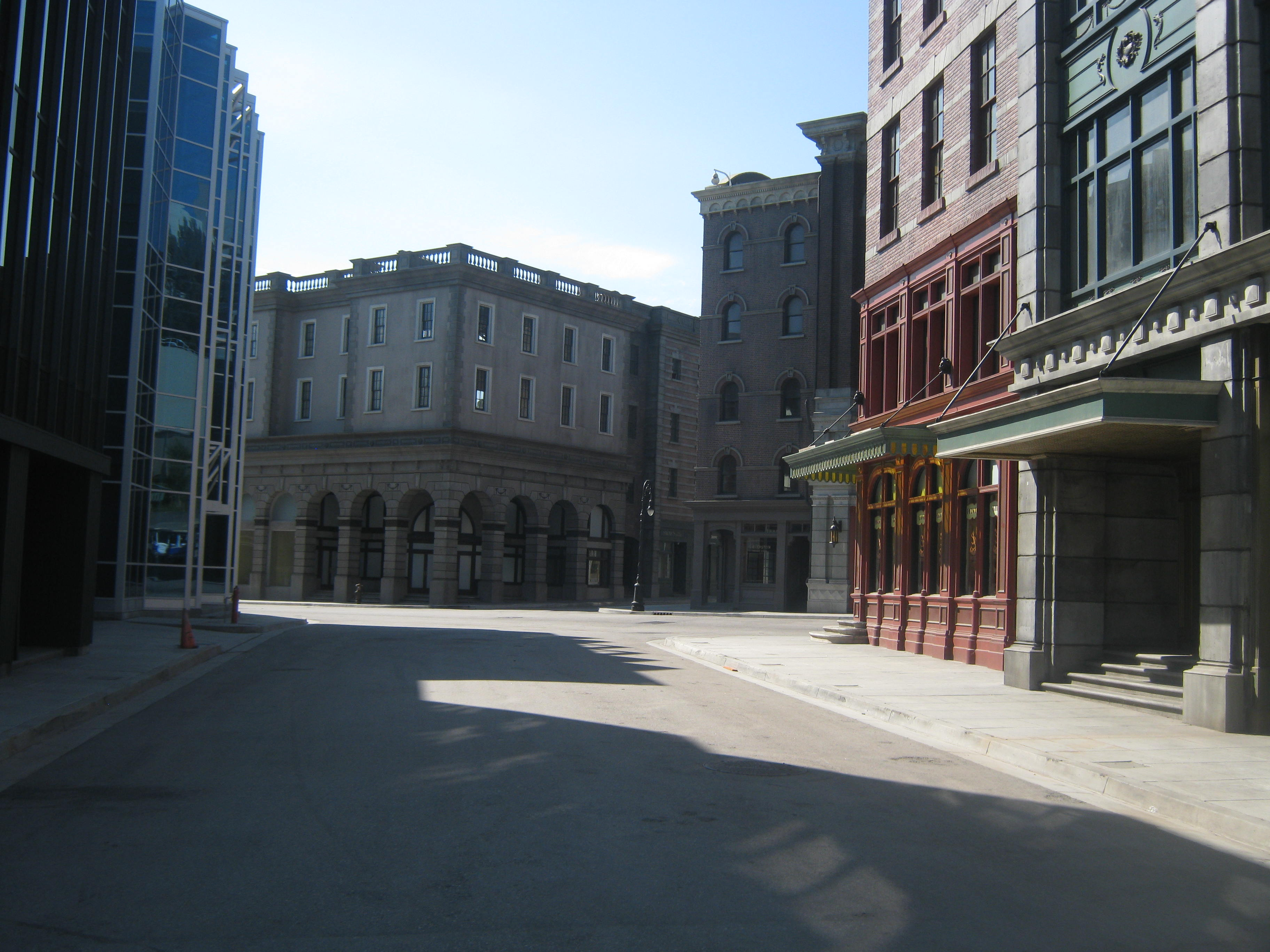
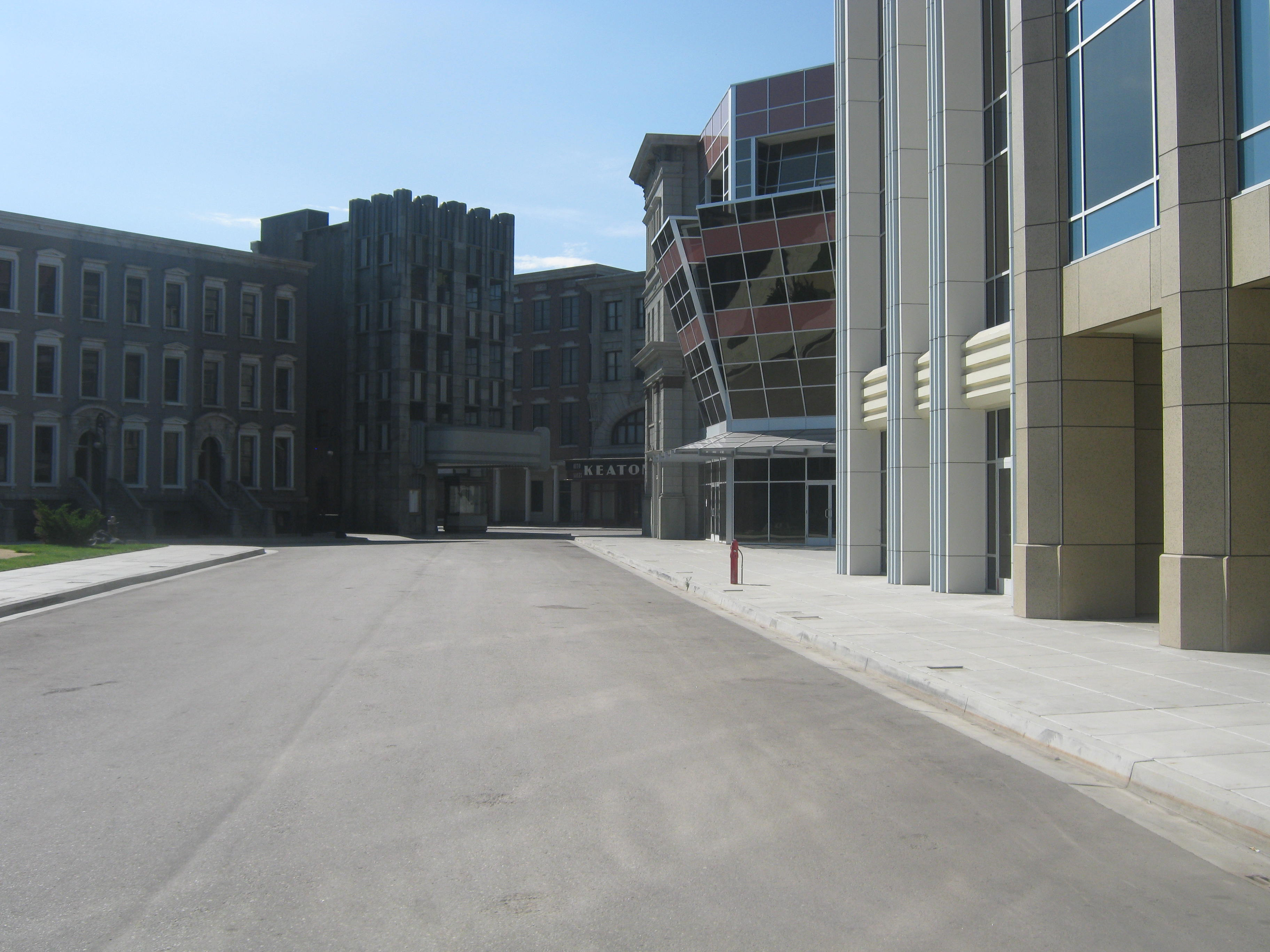
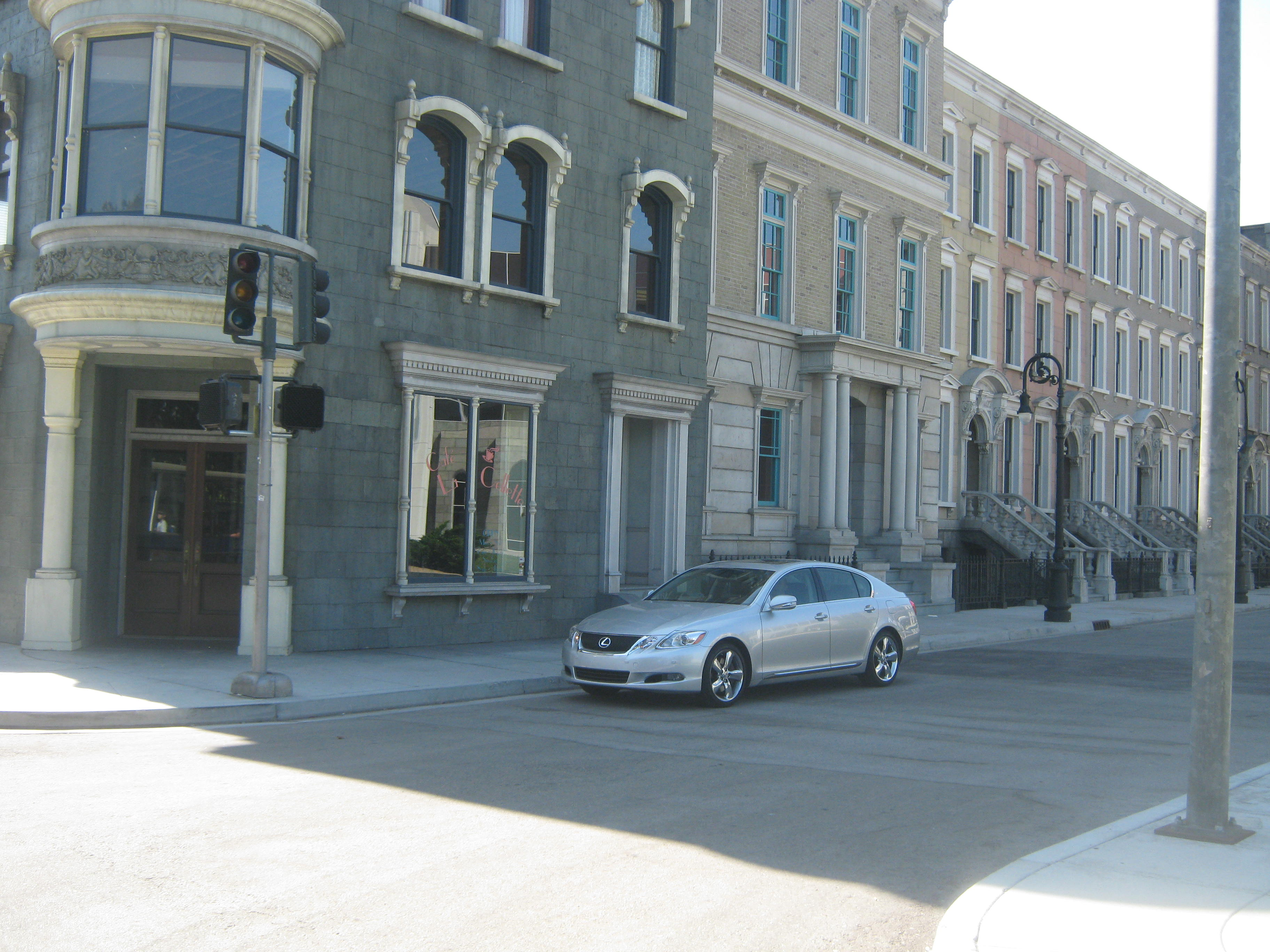
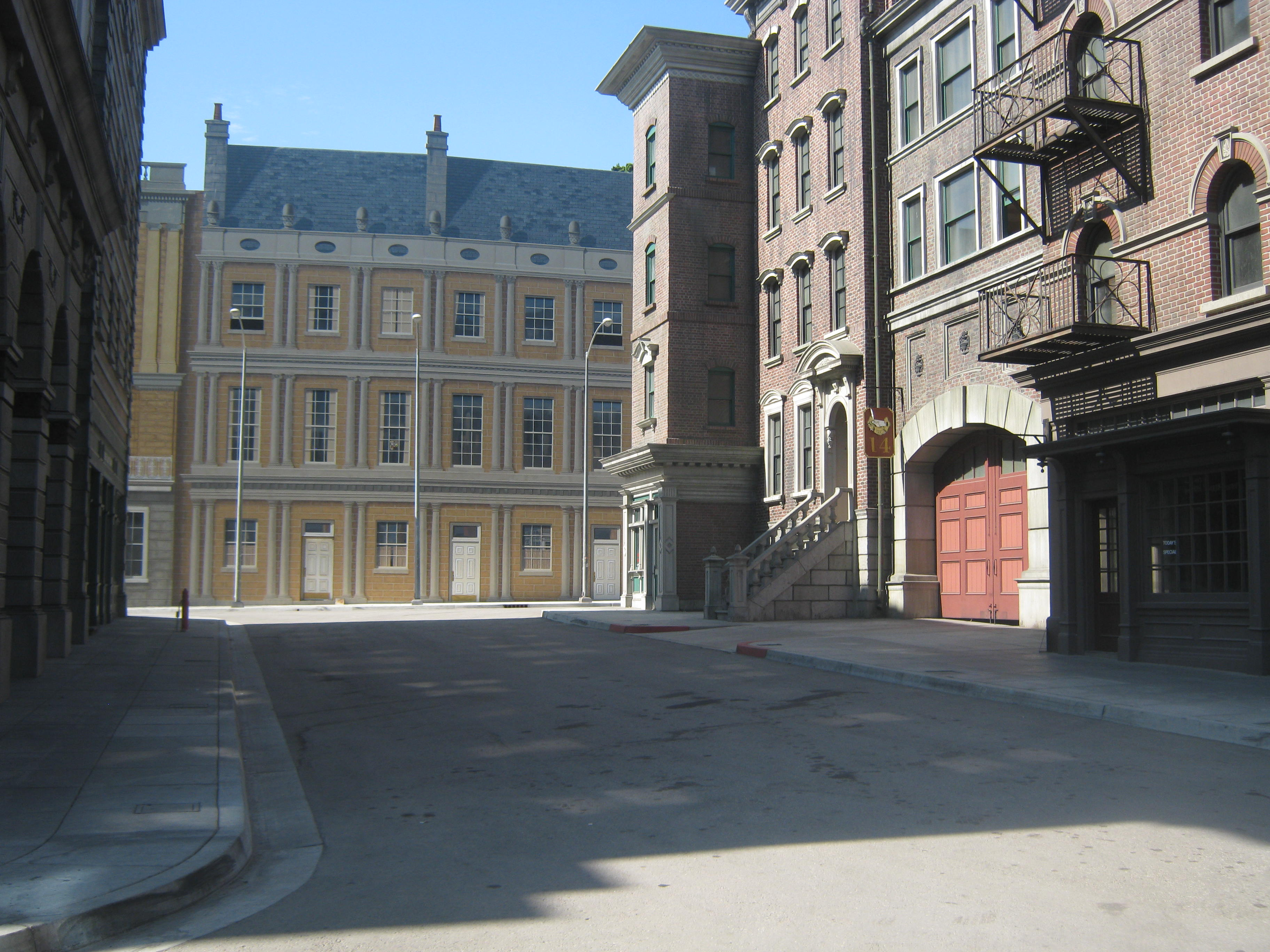